# Équipe de France féminine de rink hockey
Cet article traite de l'équipe féminine pour l'équipe masculine voir Équipe de France de rink hockey
Pour les articles homonymes, voir Équipe de France.
L'équipe de France de rink hockey féminin est l'équipe nationale qui représente la France en rink hockey féminin. Sous l'égide du Comité national de rink hockey (CNRH), elle dispute les compétitions internationales majeures comme la coupe du monde, le championnat d'Europe et la Golden Cup.
Malgré une couverture quasiment inexistante dans les journaux, la sélection française de rink-hockey féminine se classe 4e mondiale depuis 2010. Puis elle est championne du monde en 2012 au Brésil et vice-championne en 2014 en France.

## Histoire

### Fondation en 1989
Créé en 1989 à l'occasion du Championnat d'Europe, l'équipe de France féminine de rink hockey participe aux deux premières éditions des championnats d'Europe en 1989 et 1991 où elle ne s'illustre pas particulièrement, terminant 5e sur 7 puis 8e sur 9. Elle ne participe ensuite à aucune compétition jusqu'en 1999. 
Des joueuses ayant été sélectionnées au début de la décennie, Sandrine Vitrac, Anne Sajoux, Zakia Hammoumi, Delphine Lamothe, Lisette Esteves, Gaëlle Cheysson, Sophie Seguineau, Laurence Grenier, Véronique Jean, Lætitia Philippon, aucune ne sera de nouveau sélectionnée.

### Ascension des années 2000
Le championnat d'Europe de 1999 marque le retour des françaises sur le plan international. L'année suivante, elle participe pour la première fois au championnat du monde. Rapidement l'équipe a atteint un niveau exceptionnel, gagnant le championnat d'Europe 2005 et terminant finaliste au Mondial 2010. L'équipe de France réalise l'exploit au Mondial 2012 d'être Championne du Monde en battant l'Espagne 3 à 2.

## Palmarès
- Quatrième au championnat d'Europe 2003 à Coutras en France
- Vainqueur du championnat d'Europe 2005 à Mira au Portugal
- Quatrième au championnat d'Europe 2007 à Alcorcón en Espagne
- Deuxième au championnat d'Europe 2009 à Saint-Omer en France
- Deuxième au championnat du monde 2010 à Alcobendas en Espagne
- Quatrième au championnat d'Europe 2011 à Wuppertal en Allemagne
- Vainqueur du championnat du monde 2012 à Recife au Brésil
- Quatrième au championnat d'Europe 2013 à Mieres en Espagne
- Deuxième au championnat du monde 2014 à Tourcoing en France
- Quatrième au championnat du monde 2016 à Iquique au Chili

## Effectif actuel
Menée par le sélectionneur Stéphane Hérin, l’équipe est composée en 2017 :
Gardiennes :
- Flora Michoud-Godard Cerdanyola (Espagne)
- Lucie Gohet CS Noisy-le-Grand

Joueuses :
- Julie Lafourcade US Coutras
- Émilie Laboyrie-Couderc SA Mérignac
- Vanessa Daribo CP Las Rozas (Espagne)
- Célia Gohet CS Noisy-le-Grand
- Frédérique Denest CS Noisy-le-Grand
- Sandra Drouhet US Coutras
- Adeline Le Borgne SA Mérignac
- Tatiana Malard CS Noisy-le-Grand